# Claire Jahn
Claire Jahn (* 1986 in München) ist eine deutsche Kamerafrau. Sie lebt in Köln.

## Leben
Ihr Kamerastudium schloss Claire Jahn 2014 an der FH Dortmund ab. Bereits während ihrer Ausbildung arbeitete sie als Kameraassistentin in internationalen Werbe- und Spielfilmproduktionen. Nach eigenen Angaben prägten Workshops bei Slawomir Idziak und Roger Deakins ihren Zugang zur Bildgestaltung. Sie realisiert Werbefilme, Fernsehserien wie Kroymann und Dokumentarfilme wie Die Unbeugsamen. Ihre Arbeiten liefen auf der Berlinale, dem Max Ophüls Festival und den Hofer Filmtagen.
Claire Jahn ist Mitglied im Women Cinematographers Network.

## Filmografie (Auswahl)
- 2015: Freiräume – Regie: Filippa Bauer
- 2015: Popmusic Masterclass with Chilly Gonzales – Regie: Jochen Schliemann
- 2017: PUBG – Gamescom Invitational – Regie: Christoph Assauer
- 2019: Wo ist Bergmann? – Regie: Christoph Assauer
- 2020: Deutscher – Regie: Sophie Linnenbaum
- 2020: Die Schützin – Regie: Simon Baucks
- 2021: Die Unbeugsamen – Regie: Torsten Körner
- 2022: Oh Hell (Fernsehserie) – Regie: Simon Ostermann / Lisa Müller
- 2022: Vierwändeplus – Regie: Janosch Chávez-Kreft
- 2024: Perfekt Verpasst (Fernsehserie) – Regie: Sabine Boss / Nico Berse-Gilles
- 2024: Finsteres Herz – Die Toten von Marnow – Regie: Andreas Herzog

## Auszeichnungen
- 2020: Deutscher Kamerapreis für Die Schützin (Kurzfilm)[3]
- 2023: Romy Nominierung für Oh Hell